# Chapelle des Pénitents blancs de Valréas
Pour les articles homonymes, voir Chapelle des Pénitents blancs.
La Chapelle des pénitents blancs, est une chapelle à Valréas, dans le département de Vaucluse.

## Histoire
Cette chapelle est le lieu de réunion et de culte de la confrérie des pénitents blancs de Valréas, depuis 1509.
Elle est classée au titre des monuments historiques depuis le 11 août 1987.

## À voir aussi